# Tojice
Tojice (deutsch Tojitz) ist eine Gemeinde mit 90 Einwohnern in Tschechien. Sie liegt drei Kilometer östlich von Nepomuk am Flüsschen Víska und gehört zum Okres Plzeň-jih. Die Katasterfläche beträgt 241 Hektar.

## Geographie
Der Ort befindet sich in 344 m ü. M. in einer Hanglage entlang eines Baches am rechten Ufer der Víska. Nordwestlich unterhalb des Dorfes liegt der Dvorecký rybník.
Nachbarorte sind Vrčeň im Norden, Čmelíny im Osten, Mohelnice im Südosten, Třebčice im Südwesten und Dvorce im Westen.

## Geschichte
Die erste urkundliche Erwähnung des zum Zisterzienserkloster Pomuk gehörigen Ortes Togicz stammt von 1371. Nach der Zerstörung des Klosters fiel der Ort an die neu entstandene adlige Herrschaft Grünberg, die König Sigismund noch 1420 an Bohuslav und Hynko von Schwanberg verlieh. 1464 ging der Besitz an Zdenko von Sternberg über und bis 1726 blieben die Sternberger die Grundherren. Anschließend saßen die Martinic auf Schloss Grünberg und 1784 folgten die Colloredo-Mannsfeld.
Nach der Aufhebung der Patrimonialgerichtsbarkeit wurde Tojitz 1850 eine selbständige Gemeinde. 1927 hatte das Dorf 243 Einwohner. 1960 erfolgte die Eingemeindung nach Vrčeň und seit 1992 ist Tojice wieder selbständig.

## Gemeindegliederung
Für Tojice sind keine Ortsteile ausgewiesen.

## Sehenswürdigkeiten
- Kapelle des Hl. Laurentius am Dorfanger, erbaut in der zweiten Hälfte des 19. Jahrhunderts